# Ermida de São Vicente (São Mateus da Calheta)
A Ermida de São Vicente é uma ermida que se localiza na freguesia de São Mateus da Calheta, concelho de Angra do Heroísmo, ilha Terceira, arquipélago dos Açores, Portugal.
Esta ermida foi edificada no século XVIII, mais propriamente em 1721, e encontra-se localizada na canada com o mesmo nome.